# Odilon Ribeiro Coutinho
Odilon Ribeiro Coutinho (Santa Rita, PB, 12 de julho de 1923 — Rio de Janeiro, RJ, 7 de julho de 2000) foi um usineiro, empresário, advogado  e escritor brasileiro, outrora deputado federal pelo Rio Grande do Norte.

## Biografia
Filho de João Úrsulo Ribeiro Coutinho e Helena Pessoa Ribeiro Coutinho. Aluno da Faculdade de Direito do Recife durante o Estado Novo e tornou-se presidente da União dos Estudantes de Pernambuco, sendo preso por cinco vezes em razão de suas atividades políticas. Formou-se na Universidade Federal de Pernambuco advogado em 1947 e a seguir tornou-se diretor da Companhia Usina Ilha Bela no município potiguar de Ceará-Mirim.
Irmão de João Úrsulo e Renato Ribeiro Coutinho, deputados federais pela Paraíba, e genro de Virgínio Veloso Borges, senador pelo mesmo estado, Odilon Coutinho foi eleito para representar o Rio Grande do Norte em 1962 na legenda do PDC e quando o o Regime Militar de 1964 impôs o bipartidarismo por força do Ato Institucional Número Dois, ingressou no MDB e por esta legenda foi derrotado como candidato a senador em 1966 e 1970, bem como perdeu a eleição como suplente de senador na chapa de Radir de Araújo em 1978. Disputou sua última eleição em 1982 como candidato a senador numa sublegenda do PMDB, mas não obteve êxito.
De volta a João Pessoa foi membro fundador do PSDB em 1988, esteve no primeiro diretório nacional da legenda, presidiu por duas vezes o diretório estadual paraibano e fez parte da diretoria do Instituto Teotônio Vilela. Sobressaiu-se também nos meios intelectuais como presidente da Fundação Joaquim Nabuco após a morte de Gilberto Freyre em 1987 e sete anos depois ingressou na Academia Paraibana de Letras. Também foi vice-presidente da Federação das Indústrias do Estado da Paraíba e membro do conselho de representantes da Confederação Nacional da Indústria.
Seus laços de parentesco incluem também Flávio Ribeiro Coutinho e Flaviano Ribeiro Coutinho Filho, o primeiro dos quais foi eleito governador da Paraíba em 1955 e o outro foi eleito deputado federal pelo referido estado em 1962 e 1966.